# Coupe du monde de skeleton 2007-2008
La coupe du monde de skeleton 2008 est l'édition de l'année 2008 de la coupe du monde de skeleton. Elle s'est déroulée entre le 29 novembre 2007 et le 8 février 2008.
Chez les hommes, le Britannique Kristan Bromley remporte pour la deuxième fois de sa carrière la coupe du monde, il devance le Canadien Jon Montgomery et le tenant du titre Américain Zach Lund.
Chez les femmes, l'Américaine Katie Uhlaender conserve son titre devant les Canadiennes Michelle Kelly et Mellisa Hollingsworth.

## Classement général

### Individuel
| Rang | Nom             | Points |
| ---- | --------------- | ------ |
| 1    | Kristan Bromley | 1583   |
| 2    | Jon Montgomery  | 1517   |
| 3    | Zach Lund       | 1516   |
| 4    | Eric Bernotas   | 1443   |
| 5    | Martins Dukurs  | 1369   |
| 6    | Anthony Sawyer  | 1322   |
| 7    | Sebastian Haupt | 1243   |
| 8    | Markus Penz     | 1144   |
| 9    | Florian Grassl  | 1141   |
| 10   | Adam Pengilly   | 1120   |

| Rang | Nom                   | Points |
| ---- | --------------------- | ------ |
| 1    | Katie Uhlaender       | 1670   |
| 2    | Michelle Kelly        | 1599   |
| 3    | Mellisa Hollingsworth | 1458   |
| 4    | Kerstin Juergens      | 1443   |
| 5    | Anja Huber            | 1374   |
| 6    | Carla Pavan           | 1322   |
| 7    | Amy Williams          | 1320   |
| 8    | Emma Lincoln-Smith    | 1144   |
| 9    | Marion Trott          | 1128   |
| 10   | Michelle Steele       | 1120   |

## Calendrier

### Hommes
| Date             | Lieu            | Vainqueur       | Deuxième        | Troisième      |
| 29 novembre 2007 | Calgary         | Paul Boehm      | Kristan Bromley | Jon Montgomery |
| 6 décembre 2007  | Park City       | Zach Lund       | Eric Bernotas   | Anthony Sawyer |
| 14 décembre 2007 | Lake Placid     | Eric Bernotas   | Jon Montgomery  | Zach Lund      |
| 17 janvier 2008  | Cesana Torinese | Jon Montgomery  | Anthony Sawyer  | Adam Pengilly  |
| 18 janvier 2008  | Cesana Torinese | Zach Lund       | Kristan Bromley | Eric Bernotas  |
| 25 janvier 2008  | Saint-Moritz    | Kristan Bromley | Zach Lund       | Eric Bernotas  |
| 2 février 2008   | Königssee       | Florian Grassl  | Kristan Bromley | Tomass Dukurs  |
| 8 février 2008   | Winterberg      | Martins Dukurs  | Jon Montgomery  | Florian Grassl |

### Femmes
| Date             | Lieu            | Vainqueur        | Deuxième              | Troisième             |
| 29 novembre 2007 | Calgary         | Michelle Kelly   | Mellisa Hollingsworth | Amy Williams          |
| 6 décembre 2007  | Park City       | Michelle Kelly   | Katie Uhlaender       | Amy Williams          |
| 14 décembre 2007 | Lake Placid     | Katie Uhlaender  | Michelle Kelly        | Carla Pavan           |
| 17 janvier 2008  | Cesana Torinese | Kerstin Juergens | Michelle Kelly        | Anja Huber            |
| 18 janvier 2008  | Cesana Torinese | Katie Uhlaender  | Anja Huber            | Svetlana Trunova      |
| 25 janvier 2008  | Saint-Moritz    | Katie Uhlaender  | Carla Pavan           | Mellisa Hollingsworth |
| 1er février 2008 | Königssee       | Katie Uhlaender  | Kerstin Juergens      | Marion Trott          |
| 8 février 2008   | Winterberg      | Michelle Kelly   | Anja Huber            | Katie Uhlaender       |